# Piper el-bancoanum
Piper el-bancoanum är en pepparväxtart som beskrevs av Trel. & Yunck.. Piper el-bancoanum ingår i släktet Piper och familjen pepparväxter. Inga underarter finns listade i Catalogue of Life.